# Поляно Миланезе
Поля̀но Миланѐзе (на италиански: Pogliano Milanese, на западноломбардски: Poian, Поян) е градче и община в Северна Италия, провинция Милано, регион Ломбардия. Разположено е на 164 m надморска височина. Населението на общината е 8257 души (към 2013 г.).